# Campeonato sub-19 de la AFF 2015
El Campeonato sub-19 de la AFF 2015 se llevó a cabo en Laos del 22 de agosto al 4 de septiembre y contó con la participación de 11 selecciones juveniles de la ASEAN. Originalmente el torneo se iba a jugar en Indonesia, pero la FIFA suspendió a Indonesia en mayo.
Tailandia venció en la final a Vietnam para conseguir su cuarto título del torneo.

## Fase de grupos

### Grupo A
| País      | J                  | G                  | E                  | P                  | GF                 | GC                 | GD                 | Pts                |
| --------- | ------------------ | ------------------ | ------------------ | ------------------ | ------------------ | ------------------ | ------------------ | ------------------ |
| Tailandia | 4                  | 4                  | 0                  | 0                  | 18                 | 2                  | +16                | 12                 |
| Laos      | 4                  | 2                  | 1                  | 1                  | 9                  | 3                  | +6                 | 7                  |
| Camboya   | 4                  | 2                  | 1                  | 1                  | 6                  | 7                  | -1                 | 7                  |
| Filipinas | 4                  | 1                  | 0                  | 3                  | 4                  | 9                  | -5                 | 3                  |
| Brunéi    | 4                  | 0                  | 0                  | 4                  | 2                  | 18                 | -16                | 0                  |
| Australia | Abandonó el torneo | Abandonó el torneo | Abandonó el torneo | Abandonó el torneo | Abandonó el torneo | Abandonó el torneo | Abandonó el torneo | Abandonó el torneo |

| 22 de agosto de 2015 | Brunéi     | 1−2     | Filipinas        | Laos National Stadium, Vientián |                      |
|                      | Mateen 55' | Reporte | Custodio 33' 42' | Árbitro(s): Win Htut            | Árbitro(s): Win Htut |

| 22 de agosto de 2015 | Camboya | 0−0     | Laos | Laos National Stadium, Vientián      |                                      |
|                      |         | Reporte |      | Árbitro(s): Ahmed Sifan Abdul Raheem | Árbitro(s): Ahmed Sifan Abdul Raheem |

| 24 de agosto de 2015 | Camboya                                            | 5–1     | Brunéi   | Laos National Stadium, Vientián      |                                      |
|                      | Rosib 9' 39' · Vandeth 40' · Vannak 50' · Roma 74' | Reporte | Akif 86' | Árbitro(s): Ahmed Sifan Abdul Raheem | Árbitro(s): Ahmed Sifan Abdul Raheem |

| 24 de agosto de 2015 | Laos           | 1–2     | Tailandia     | Laos National Stadium, Vientián |                             |
|                      | Phanvongsa 69' | Reporte | Jakkit 9' 43' | Árbitro(s): Shuhaizi Shukri     | Árbitro(s): Shuhaizi Shukri |

| 26 de agosto de 2015 | Tailandia                                  | 4–1     | Filipinas            | Laos National Stadium, Vientián |                             |
|                      | Worachit 9' · Sansern 21' · Suksan 30' 51' | Reporte | Winhoffer 81' (pen.) | Árbitro(s): Shuhaizi Shukri     | Árbitro(s): Shuhaizi Shukri |

| 26 de agosto de 2015 | Laos                                                           | 5–0     | Brunéi | Laos National Stadium, Vientián |                      |
|                      | Xayalin 13' · Phanvongsa 22' 79' · Aphideth 50' · Keohanam 73' | Reporte |        | Árbitro(s): Win Htut            | Árbitro(s): Win Htut |

| 28 de agosto de 2015 | Filipinas | 0−1     | Camboya     | Laos National Stadium, Vientián |                      |
|                      |           | Reporte | Polroth 40' | Árbitro(s): Win Htut            | Árbitro(s): Win Htut |

| 28 de agosto de 2015 | Brunéi | 0–6     | Tailandia                                                                             | Laos National Stadium, Vientián |                               |
|                      |        | Reporte | Sansern 21' · Rahimin 26' (a.g.) · Phattharaphon 53' · Wisarut 72' 89' · Supachai 82' | Árbitro(s): Steve Supresencia   | Árbitro(s): Steve Supresencia |

| 30 de agosto de 2015 | Tailandia                                                          | 6−0     | Camboya | Laos National Stadium, Vientián |                             |
|                      | Ritthidet 15' · Jakkit 72' · Worachit 81' 83' · Supachai 87' 90+1' | Reporte |         | Árbitro(s): Shuhaizi Shukri     | Árbitro(s): Shuhaizi Shukri |

| 30 de agosto de 2015 | Laos                                   | 3−1     | Filipinas     | Laos National Stadium, Vientián |                      |
|                      | Pathammavong 11' 37' · Diano 8' (a.g.) | Reporte | Winhoffer 72' | Árbitro(s): Win Htut            | Árbitro(s): Win Htut |

### Grupo B
| País           | J | G | E | P | GF | GC | GD  | Pts |
| -------------- | - | - | - | - | -- | -- | --- | --- |
| Vietnam        | 4 | 3 | 1 | 0 | 10 | 0  | +10 | 10  |
| Malasia        | 4 | 2 | 1 | 1 | 6  | 2  | +4  | 7   |
| Birmania       | 4 | 2 | 1 | 1 | 3  | 3  | 0   | 7   |
| Timor Oriental | 4 | 0 | 2 | 2 | 3  | 6  | -3  | 2   |
| Singapur       | 4 | 0 | 1 | 3 | 1  | 12 | -11 | 1   |

| 23 de agosto de 2015 | Singapur | 0−1     | Birmania             | Laos National Stadium, Vientián |                               |
|                      |          | Reporte | Kaung Chit Naing 76' | Árbitro(s): Steve Supresencia   | Árbitro(s): Steve Supresencia |

| 23 de agosto de 2015 | Malasia                 | 2−1     | Timor Oriental    | Laos National Stadium, Vientián   |                                   |
|                      | Shahrul 13' · Jafri 51' | Reporte | Ervino Soares 20' | Árbitro(s): Xaypaseuth Phongsanit | Árbitro(s): Xaypaseuth Phongsanit |

| 25 de agosto de 2015 | Timor Oriental | 0–2     | Vietnam                              | Laos National Stadium, Vientián |                             |
|                      |                | Reporte | Lâm Thuận 27' · Nguyễn Tiến Linh 89' | Árbitro(s): Chanketya Thong     | Árbitro(s): Chanketya Thong |

| 25 de agosto de 2015 | Malasia                                  | 4–0     | Singapur | Laos National Stadium, Vientián |                                |
|                      | Jafri 15' 21' · Nazirul 64' · Danial 88' | Reporte |          | Árbitro(s): Hadimin Shahbuddin  | Árbitro(s): Hadimin Shahbuddin |

| 27 de agosto de 2015 | Birmania            | 1–1     | Timor Oriental      | Laos National Stadium, Vientián   |                                   |
|                      | Aung Zin Phyo 90+2' | Reporte | Gelvanio Alberto 1' | Árbitro(s): Xaypaseuth Phongsanit | Árbitro(s): Xaypaseuth Phongsanit |

| 27 de agosto de 2015 | Vietnam | 0–0     | Malasia | Laos National Stadium, Vientián |                                |
|                      |         | Reporte |         | Árbitro(s): Hadimin Shahbuddin  | Árbitro(s): Hadimin Shahbuddin |

| 29 de agosto de 2015 | Singapur | 0–6     | Vietnam | Laos National Stadium, Vientián   |                                   |
|                      |          | Reporte | Hà Đức Chinh 18' (pen.) · Hồ Minh Dĩ 32' · Nguyễn Tiến Linh 45+1' 90+2' · Phạm Trọng Hóa 64' · Trương Tiến Anh 79' | Árbitro(s): Xaypaseuth Phongsanit | Árbitro(s): Xaypaseuth Phongsanit |

| 29 de agosto de 2015 | Malasia | 0–1     | Birmania          | Laos National Stadium, Vientián      |                                      |
|                      |         | Reporte | Kyaw Ko Ko Oo 50' | Árbitro(s): Ahmed Sifan Abdul Raheem | Árbitro(s): Ahmed Sifan Abdul Raheem |

| 31 de agosto de 2015 | Timor Oriental   | 1–1     | Singapur     | Laos National Stadium, Vientián |                             |
|                      | Jose Oliveira 6' | Reporte | Pashia 90+1' | Árbitro(s): Chanketya Thong     | Árbitro(s): Chanketya Thong |

| 31 de agosto de 2015 | Birmania | 0–2     | Vietnam                                 | Laos National Stadium, Vientián |                                |
|                      |          | Reporte | Trần Duy Khánh 41' · Phạm Trọng Hóa 78' | Árbitro(s): Hadimin Shahbuddin  | Árbitro(s): Hadimin Shahbuddin |

## Fase Final

### Semifinales
| 2 de septiembre de 2015 | Tailandia                                                     | 5–0     | Malasia | Laos National Stadium, Vientián |                                |
|                         | Ritthidet 34' 46' · Worachit 42' · Sansern 45+1' · Suksan 71' | Reporte |         | Árbitro(s): Hadimin Shahbuddin  | Árbitro(s): Hadimin Shahbuddin |

| 2 de septiembre de 2015 | Vietnam                                  | 4–0     | Laos | Laos National Stadium, Vientián      |                                      |
|                         | Hồ Minh Dĩ 2' · Hà Đức Chinh 51' 58' 83' | Reporte |      | Árbitro(s): Ahmed Sifan Abdul Raheem | Árbitro(s): Ahmed Sifan Abdul Raheem |

### Tercer Lugar
| 4 de septiembre de 2015 | Malasia                                                       | 1–1 (2-3 p) | Laos                                                            | Laos National Stadium, Vientián |                               |
|                         | Syamer 90+4' · Syamer · Rizalul · Raj · Shahrul · Subramaniam | Reporte     | Phommathep 84' · Phanvongsa · Pathammavong · Phaphardy · Maitee | Árbitro(s): Steve Supresencia   | Árbitro(s): Steve Supresencia |

### Final
| 4 de septiembre de 2015 | Tailandia                                             | 6–0                                   | Vietnam | Laos National Stadium, Vientián |                             |                             |
|                         | Worachit 44' 83' · Suksan 57' · [[Ritthidet Phensawat | Ritthidet]] 69' · Anon 88' (pen.) 90' | Reporte |                                 | Árbitro(s): Shuhaizi Shukri | Árbitro(s): Shuhaizi Shukri |

## Campeón
| Campeonato sub-19 de la AFF 2015 |
| -------------------------------- |
| Bandera de Tailandia             |
| Tailandia 4º Título              |